# 英國單曲下載榜
英國單曲下載榜（英語：UK Singles Downloads Chart）是由英國官方榜单公司（Official Charts Company，簡稱）製作的音樂排行榜。和著重於實體銷售的英國單曲排行榜不同，英國單曲下載榜主要根據歌曲的永久下載量做排序。
榜單最初由可口可乐贊助推出，於2004年6月開始試營運十周。期間，小妖精乐队憑藉歌曲〈Bam Thwok〉獲得下載榜冠軍。2004年9月1日，英國單曲下載榜正式推出，第一首榜單冠軍歌曲為愛爾蘭男子歌唱團體西城男孩的歌曲〈為愛而飛〉。

## 外部連結
- 官方英國二十大下載榜 （页面存档备份，存于）在MTV UK
- 官方單曲下載榜 Archive.today的存檔，存档日期2015-03-23在官方榜单公司